# Acta Mathematica
Acta Mathematica is een wetenschappelijk tijdschrift dat origineel onderzoek in alle gebieden van de wiskunde publiceert. Het tijdschrift is in 1882 opgericht door Gösta Mittag-Leffler en wordt uitgegeven door het Mittag-Leffler Instituut, een onderzoeksinstituut voor wiskunde dat valt onder de Koninklijke Zweedse Academie van Wetenschappen. 
Sinds 2006 wordt het tijdschrift gedrukt en gedistribueerd door Springer Science+Business Media.